# Salomon Morel
Salomon Morel (heb. סלומון מורל; ur. 15 listopada 1919 w Garbowie, zm. 14 lutego 2007 w Tel Awiwie) – funkcjonariusz aparatu bezpieczeństwa w PRL, komendant Obozu Zgoda w Świętochłowicach i Centralnego Obozu Pracy w Jaworznie, oskarżony o zbrodnie przeciwko ludzkości.

## Życiorys

### Wczesne lata i okres wojny
Syn Chaima i Hany, pochodził z rodziny żydowskiej mieszkającej w Garbowie, koło Lublina.  Wraz z trzema braćmi pomagał prowadzić ojcu niewielką piekarnię, jednak ze względu na złe warunki materialne wyjechał do Łodzi, gdzie podjął pracę w firmie konfekcyjnej jako ekspedient.
Po wybuchu II wojny światowej wrócił do rodziców do Garbowa. Chcąc uniknąć pobytu w getcie, rodzina Morelów musiała się ukrywać. W czasie wojny Salomon wraz z bratem ukrywał się w gospodarstwie Józefa Tkaczyka, w Garbowie (Józef Tkaczyk został w 1983 uhonorowany medalem Sprawiedliwy wśród Narodów Świata). W grudniu 1942 zostali zadenuncjowani. Salomon i jego brat Icek zbiegli, natomiast rodzice Salomona, drugi jego brat i bratowa zostali zaaresztowani przez granatową policję i zastrzeleni w Garbowie przez policjanta Mazurczaka.
Po tym zdarzeniu Salomon wraz z bratem Ickiem i grupą innych organizowali napady rabunkowe na mieszkańców wiosek pogranicza Lubelszczyzny i Mazowsza. Grupa została wytropiona przez Gwardię Ludową. Morel całą odpowiedzialność zrzucił na swojego brata, twierdząc, że w oddziale przebywa od kilku zaledwie dni. Uniknął w ten sposób egzekucji. W 1943 Salomon wstąpił do batalionu im. Hołoda w lasach parczewskich, w którym wykonywał głównie prace gospodarcze.

### Praca w administracji więziennej
W 1944, po zajęciu Lublina przez Armię Czerwoną, został strażnikiem więziennym na zamku w Lublinie. Formalnie mianowanie go strażnikiem nastąpiło dopiero 9 listopada 1944. Naczelnik więzienia Antoni Stolarz, już w raporcie z 30 listopada 1944, wnosił o zwolnienie Morela oraz pięciu innych strażników, ponieważ „nie wykonują sumiennie nałożonych na nich obowiązków, nie starają się podporządkować do regulaminu więziennego zachowują się arogancko przyczem rozsiewają plotki co do mojej osoby, przez co utrudniają mi pracę i podrywają mój autorytet” (pisownia oryginalna), Stolarz prosił w raporcie o zwolnienie tych strażników jako „elementu szkodliwego służbie więziennej”. Morel został przeniesiony do pełnienia funkcji strażnika w więzieniu w Tarnobrzegu, gdzie rozpoczął pracę 15 grudnia 1944. 15 lutego 1945 Morel wraz z grupą operacyjną Ministerstwa Bezpieczeństwa Publicznego wyjechał na Górny Śląsk.

### Funkcja komendanta w Obozie Zgoda
Od lutego 1945 był komendantem Obozu Zgoda w Świętochłowicach, gdzie, w całym okresie istnienia obozu, zginęło 1855 osób (przypadki udokumentowane przez IPN, domniemana liczba ofiar jest większa). Powodem była głównie epidemia czerwonki, tyfusu plamistego i tyfusu brzusznego, które powstały i rozprzestrzeniły się w wyniku głodu oraz trudnych warunków sanitarnych i higienicznych, dochodziło również do tortur, gwałtów oraz morderstw na terenie obozu. Do obozu kierowano osoby bez żadnych sankcji prokuratorskich, na podstawie decyzji władz bezpieczeństwa. W większości więźniami obozu byli Ślązacy oraz obywatele III Rzeszy, część więźniów stanowili również Polacy z tzw. „Centralnej Polski” oraz co najmniej 38 obcokrajowców (Austriacy, Belg, Czesi, Francuzi, Jugosłowianie, Rumuni). Występowały przypadki, że do obozu wraz z rodzicami kierowano dzieci. Władze starały się przekonać mieszkańców Śląska, że do obozu trafiają wyłącznie Niemcy oraz kolaboranci.
Teodor Duda, dyrektor Departamentu Więziennictwa i Obozów Ministerstwa Bezpieczeństwa Publicznego, ukarał Morela trzydniowym aresztem domowym oraz potrąceniem 50% z pensji za to, że Morel dopuścił do rozwinięcia się epidemii tyfusu oraz nie poinformował o tym na czas zwierzchników, a także za inne uchybienia w prowadzeniu obozu. Obóz został zlikwidowany 16 listopada 1945, zaś Salomon Morel został przeniesiony na stanowisko komendanta do innego obozu. Uchwałą Prezydium Krajowej Rady Narodowej z 17 września 1946 podporucznik Salomon Morel został odznaczony Krzyżem Kawalerskim Orderu Odrodzenia Polski.

### Dalsza działalność
W lutym 1949 Morelowi powierzono stanowisko komendanta Centralnego Obozu Pracy w Jaworznie, który po zakończeniu Akcji „Wisła” został przekształcony w Więzienie Progresywne dla Młodocianych Przestępców. W 1954 Salomon Morel został ponownie odznaczony – Złotym Krzyżem Zasługi. Do 1956 nadzorował jako komendant obozy pracy dla więźniów.
Po 1956 pracował w różnych zakładach karnych na terenie Śląska. W 1960 otrzymał odznakę Wzorowego Funkcjonariusza Służby Więziennej. W 1964 na Wydziale Prawa i Administracji Uniwersytetu Wrocławskiego obronił pracę magisterską „Praca więźniów i jej znaczenie”. Przez ostatnie dziesięć lat służby pełnił funkcję naczelnika Centralnego Więzienia w Katowicach. Na emeryturę odszedł z dniem 31 maja 1968 w związku z orzeczeniem trwałej niezdolności do służby z uwagi na stan zdrowia . Miał stopień pułkownika służby więziennej.

## Śledztwo IPN
- W lutym 1990 oddział w Katowicach Głównej Komisji Badań Zbrodni przeciwko Narodowi Polskiemu, rozpoczął badanie tematu Obozu Pracy w Świętochłowicach – Zgodzie.
- W lutym 1991 Morel został przesłuchany w charakterze świadka przez Komisję.
- 10 lipca 1992 Komisja wszczęła oficjalne śledztwo w tej sprawie. W tym samym roku Morel wyjechał z Polski do Izraela.
- W maju 1995 Oddziałowa Komisja Ścigania Zbrodni przeciwko Narodowi Polskiemu przekazała akta sprawy ówczesnej Prokuraturze Wojewódzkiej w Katowicach,
- 30 września 1996 Salomonowi Morelowi postawiono dziewięć zarzutów, w tym ludobójstwa – pobicia, znęcania się fizycznego i moralnego, sprowadzenia niebezpieczeństwa powszechnego dla życia i zdrowia więźniów. Oskarżony m.in. o stosowanie wyszukanej metody tortur tzw. „piramidy” (na polecenie Morela według świadków strażnicy mieli rzucać więźniów jednego na drugiego, tworząc pięć, sześć warstw złożonych z ludzi). Zarzuty wobec Morela oparto przede wszystkim na zeznaniach ponad 100 świadków, spośród których pięćdziesięciu ośmiu było więźniami obozu w Świętochłowicach Zgodzie. Morel po latach swoje zachowanie uzasadniał wcześniejszymi przeżyciami z obozu Auschwitz-Birkenau, gdzie miał przebywać jako więzień, co jednak nie znajduje oparcia w faktach.
- W styczniu 2002 posłowie Samoobrony RP oraz Ligi Polskich Rodzin złożyli projekt uchwały Sejmu w sprawie ścigania przebywających za granicą funkcjonariuszy Urzędu Bezpieczeństwa, Informacji Wojskowej, stalinowskiego sądownictwa i prokuratury za zbrodnie popełnione w latach 1944–1956, w uzasadnieniu którego wyrażono postulat pociągnięcia do odpowiedzialności m.in. Salomona Morela[6].
- 19 grudnia 2003 Sąd Rejonowy w Katowicach wydał w sprawie Morela postanowienie o tymczasowym aresztowaniu na okres 7 dni od daty zatrzymania. Nastąpiło to na wniosek Oddziałowej Komisji Ścigania Zbrodni przeciwko Narodowi Polskiemu w Katowicach. W postanowieniu mówi się o tym, że w okresie od lutego do listopada 1945 w Świętochłowicach, będąc funkcjonariuszem Ministerstwa Bezpieczeństwa Publicznego – Departamentu Więziennictwa, jako Naczelnik Obozu Zgoda, dopuścił się zbrodni przeciwko ludzkości, stanowiącej zbrodnię komunistyczną na umieszczonych w tym obozie (ze względów narodowościowych i politycznych) więźniach.
- W lipcu 2005 Izrael odmówił wydania Morela polskim władzom, gdyż prawo izraelskie nie przewiduje ekstradycji swoich obywateli. Polska złożyła dwa różne wnioski o jego ekstradycję, ale Izrael odrzucił oba: w pierwszej sprawie odrzucił część zarzutów jako fałszywe i motywowane antysemickim spiskiem, w drugiej zaś podnosił, że zbrodnie Morela uległy przedawnieniu, a jego stan zdrowia był zły[7]. Ówczesny minister sprawiedliwości Andrzej Kalwas zapowiedział wtedy, że nie będzie kolejnych starań o jego wydanie. Za Salomonem Morelem wystosowano list gończy.
- W lutym 2006 na kilka miesięcy zawieszono wypłacanie mu emerytury z Biura Emerytalnego Służby Więziennej – podstawą do tego był brak kilku dokumentów, które jednak Morel dosłał pocztą.
- 14 lutego 2007 Salomon Morel zmarł w Tel Awiwie.

## Obraz w kulturze
Ukazany został w filmie fabularnym pt. Zgoda, którego akcja rozgrywa się w kierowanym przezeń obozie pracy. W jego postać wcielił się Wojciech Zieliński.
Jego losy zostały ukazane w opublikowanej w marcu 2020 książce Anny Malinowskiej pt. Komendant. Życie Salomona Morela (Agora).